# Зеленский, Михаил Самойлович
Михаи́л Само́йлович (Моисе́й Самуи́лович) Зеле́нский (8 декабря 1829, Южный берег Крыма, Таврическая губерния — 10 июля 1890, Санкт-Петербург) — статский советник, доктор медицины, приват-доцент Санкт-Петербургской Императорской Медико-хирургической академии, один из основоположников Санкт-Петербургской и Российской школы врачей-педиатров.

## Биография
Родился 8 декабря 1829 года в принявшей православие еврейской мещанской семье из Полтавы (этот год родители будущего педиатра провели в Крыму, чем и объясняется место его рождения). Детские годы провёл в Полтаве, где в 1838 году был отдан в Полтавскую классическую гимназию, по окончании которой в 1846 году поступил на медицинский факультет Киевского императорского университета Святого Владимира. Через 3 года, как наиболее отличившийся студент, для продолжения образования М. С. Зеленский был направлен в Санкт-Петербург, где был принят на 3-й курс Императорской Медико-хирургической академии. Здесь он увлёкся изучением заболеваний нервной системы и патологии детского возраста. Учась на последнем курсе, М. С. Зеленский представил учёному совету сочинение на тему: «О распознавании болезней нервных центров». За этот труд он был удостоен золотой медали академии.
В 1852 году М. С. Зеленский окончил академию и, получив степень лекаря, был принят врачом в Максимилиановскую лечебницу. Здесь он работал ассистентом профессора Н. И. Пирогова. Не прошло и года, как М. С. Зеленский защитил диссертацию, которую назвал «Семиотика и диагностика болезней спинного мозга». С присуждением ему учёного звания доктора медицины, Зеленский остался в прежней должности, однако работа под руководством прославленного хирурга продолжалась недолго. Шла Крымская война, и осенью 1854 года Н. И. Пирогов убыл в Севастополь, в героической обороне которого принял самое деятельное участие. Что касается Зеленского, то в 1855 году он был принят штатным ординатором в больницу для чернорабочих, позже получившую название «Александровская». В те годы здесь нередко лечились дети, и М. С. Зеленикому, как наиболее подготовленному в вопросах педиатрии, было поручено лечение именно этой возрастной группы пациентов.
В 1860 году М. С. Зеленский «с учёной целью» был командирован в Европу. В Берлине в течение двух лет он стажировался в патологическом институте профессора Рудольфа Вирхова, в клинике «Шарите» у профессора Фридриха Фрерикса и в Берлинском университете Фридриха Вильгельма под руководством профессора Людвига Траубе.
Возвратившись в Петербург, после прочтения пробной лекции «Общий взгляд на особенности детских болезней» М. С. Зеленский был избран приват-доцентом Медико-хирургической академии. В 1862—1865 годах на кафедре «акушерства и вообще учения о женских и детских болезнях» он читал курс педиатрии. Тем самым, после профессора С. Ф.. Хотовицкого Зеленский оказался одним из первых преподавателей этой новой для российского медицинского образования дисциплины. В последующем, оставаясь приват-доцентом академии, вплоть до 1887 года читал лекции по гигиене, неврологии, но к педиатрии уже не возвращался. Связано это было с тем, что чтение этого курса было поручено адъюнкт-профессору кафедры В. М. Флоринскому, а после организации самостоятельной кафедры детских болезней — её начальнику, профессору Н. И. Быстрову.
Тем не менее, до конца жизни М. С. Зеленский продолжал практиковать в качестве детского врача. Все эти годы он оставался одним из наиболее популярных и востребованных педиатров Петербурга. Оказался М. С. Зеленский и одним из немногих популяризаторов медицинских знаний среди населения, издав большое число брошюр по различным заболеваниям детей, вскармливанию и уходу за новорождёнными и детьми раннего возраста, воспитанию ребёнка и детской гигиене. Начиная с 1864 года, и на протяжении четверти века состоял консультантом по детским болезням Ведомства учреждений императрицы Марии и одновременно возглавлял одну из школ Императорского женского патриотического общества.

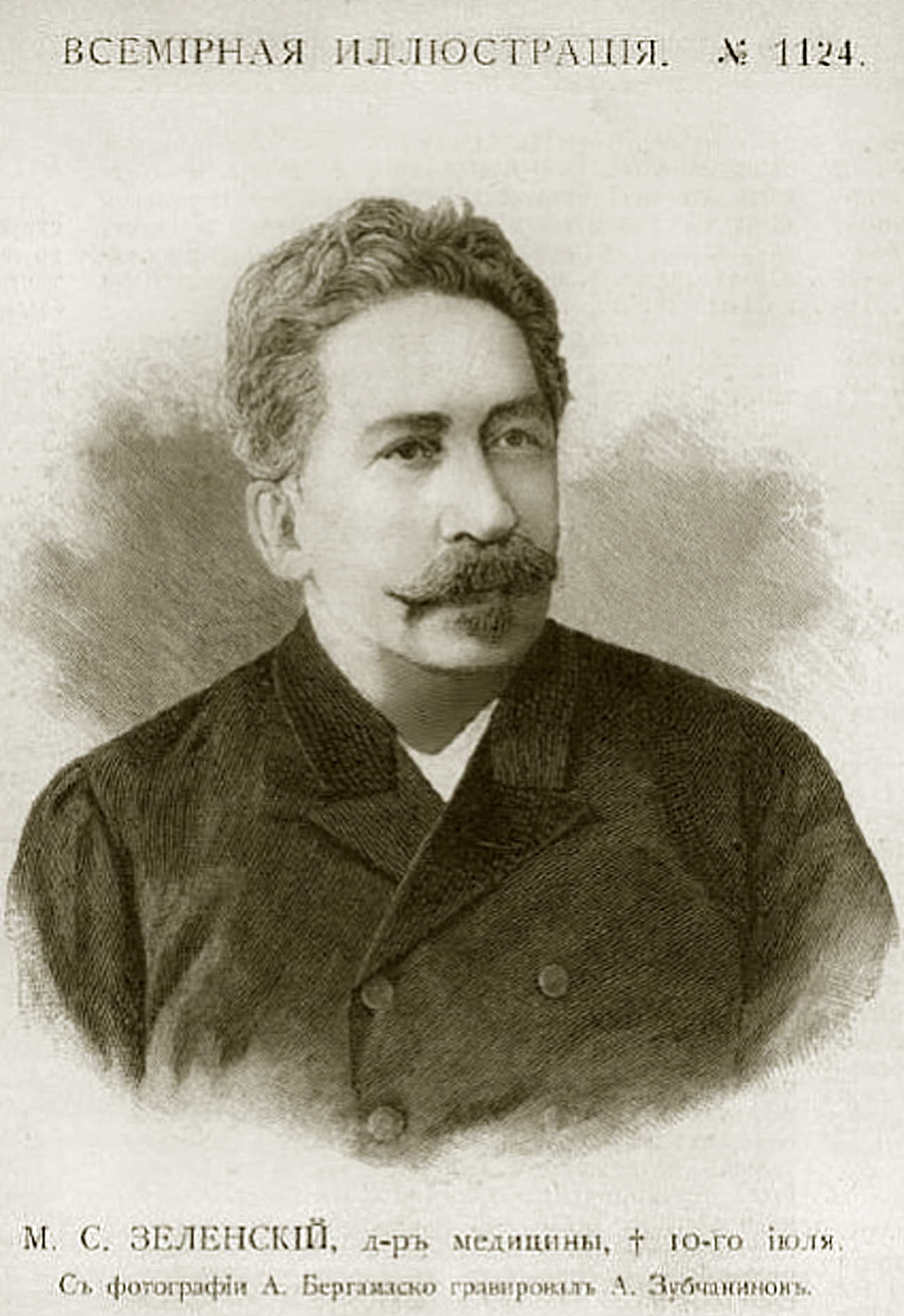
М. С. Зеленский. Снимок опубликован в журнале «Всемирная иллюстрация» в связи со смертью учёного

Михаил Самойлович Зеленский скончался после непродолжительной болезни 10 июля 1890 года. Похоронен один из первых педиатров России на Литераторских мостках Волковского православного кладбища Санкт-Петербурга. Его могила сохранилась, хотя и нуждается в реставрации.
Признан в потомственном дворянстве 11 апреля 1885 года. Герб из Общего Гербовника (описание в обработке И.В. Борисова): «В чёрном щите рука в золотой одежде и серебряном рукаве выходит с левого бока и держит серебряный скальпель. Над щитом дворянский шлем с короной. Нашлемник: пять страусовых перьев: среднее и крайние — чёрные, остальные — золотые. На них лежит серебряный свёрток. Намет: справа — чёрный с золотом, слева — черный с серебром. Щитодержатели: два золотых льва с червлёными глазами и языками. Девиз: «In scientia veritas» золотыми буквами на черной ленте».

## Некоторые труды
- Зеленский М. С. Общий взгляд на особенности детских болезней : (Проб. лекция на звание доц. педиатрики). — СПб.: тип.  Я. Трея, 1862. — 30 с.
- Зеленский М. С. Дифтерит, «Zur Frage v. d. Muskelirritabilität». — Архив Вирхова, 1862. — Т. XXIV. — 362-429 с.
- Зеленский М. С. Дифтерит : Крит. этюд : Соч. Михаила Зеленского для врачей и родителей. — СПб.: типо-лит. А. Е. Ландау, 1881. — 306 с.
- Зеленский М. С. Об уме и методе его воспитания. — СПб.: тип. М. М. Стасюлевича, 1890. — 215 с.
- Зеленский М. С. О признаках в распознавании нервных болезней в области узловатой системы / [Соч.] М. Зеленского, д-ра мед., врача при Максимилиановской лечебнице по части нерв. болезней, врача Больницы чернорабочих. — СПб.: тип. М-ва вн. дел, 1856. — 201 с.
- Зеленский М. С. Основы для ухода за правильным развитием мышления и чувства. — СПб.: тип. В. А. Тушнова, 1876. — Т. 1.
- Зеленский М. С. Основы для ухода за правильным развитием мышления и чувства. — СПб.: тип. В. А. Тушнова, 1882. — Т. 2.
- Реклам К. Популярная гигиена. Беспредельность гигиены : с приложением Детской гигиены, составленной доктором М. С. Зеленским, и вступительной статьёй В. О. Португалова / сочинил Карл Реклама, проф. медицины в Лейпциге. - [3-е изд.]. — СПб.: тип. В. А. Шушнова, 1872. — 508 с.
- Михайловский Н. К. Из мира науки. Основы для ухода за правильным развитием мышления и чувства. Сочинение Михаила Зеленского. Т. 1. Спб. 1876. Die Perigenesis der Plastidule oder die Wellenzeugung der Zebenstheilchen. Ein Versuch zur mechanischen Erklärung der elementaren Entwickelungs. Vorgan ge. Von Ernst Haeckel. Berl. 1876 : [Рец.]. О Щапове / Внутренний обозреватель [псевд. Г.З. Елисеева]. — СПб., 1876.
- Фогель А. Руководство к изучению детских болезней : Пер. с послед. изд. 1863 г. под ред. д-ра мед. Михаила Зеленского, прив.-доц. по дет. болезням при С.-Петерб. мед.-хирург. акад. : С [предисл.], изм., доп. и примеч. по новейшим авт. и собств. наблюдениям ред. Ч. 1-2 / [Соч.] Д-ра Альфреда Фогеля, прив.-доц. и 2 дир. Больницы Рейнера в Мюнхене. — СПб.: тип. О.И. Бакста, 1864-1865. — Т. 1—2. — 201 с.